# Frostbite
Frostbite – silnik gry wyprodukowany przez EA DICE, twórców serii Battlefield. Silnik jest używany w grach wyprodukowanych przez studio, takich jak Battlefield: Bad Company, Battlefield 1943 oraz Battlefield: Bad Company 2. W grze Medal of Honor z 2010 jest wykorzystany tylko w trybie gry wieloosobowej (tryb dla jednego gracza tworzyło inne studio wykorzystując silnik Unreal Engine). Druga wersja tego silnika (Frostbite 2) została wykorzystana m.in. w grach Battlefield 3, Need for Speed: The Run, i Medal of Honor: Warfighter.

## Wersje silnika

### Frostbite 1.0
Silnik zadebiutował w 2008 roku wraz z grą Battlefield: Bad Company. Zawierał system HDR Audio, który pozwalał na dostosowanie głośności poszczególnych dźwięków, dzięki czemu gracz mógł słyszeć wyraźnie ważne komunikaty nawet wtedy, gdy inne dźwięki były odtwarzane w tle. Zawierał także system Destruction 1.0, pozwalający na niszczenie niektórych obiektów świata gry, na przykład ścian.

### Frostbite 1.5
Ta wersja pojawiła się w 2009 roku wraz z grą Battlefield 1943. Zastosowano nowy system Destruction 2.0, pozwalający już na niszczenie całych obiektów, takich jak budynki. Gra Battlefield: Bad Company 2 była pierwszą grą, w której użyto silnika na platformie Windows. Ta wersja nie wspiera w pełni bibliotek DirectX 11. Silnik wykorzystano również w grze Medal of Honor, jednak z ograniczeniem możliwości niszczenia obiektów.

### Frostbite 2
Trzecia wersja silnika zadebiutowała wraz z grą Battlefield 3. W pełni wykorzystuje biblioteki DirectX 11 i wspiera 64-bitowe procesory. Ponadto zawiera system Destruction 3.0, zawierający ulepszoną fizykę obiektów. Na konferencji grafików komputerowych SIGGRAPH 2010 studio DICE zaprezentowało kilka technologii wykorzystywanych przez silnik. Są to na przykład: morfologiczny antyaliasing (MLAA) zaimplementowany przez DirectCompute dla ochrony pasma, metoda energetyczna (radiosity) przeliczana przez silnik gry w czasie rzeczywistym, ulepszony system zniszczeń oraz rozpraszanie podpowierzchniowe.

### Frostbite 3
Nowa odsłona silnika została po raz pierwszy wykorzystana w grze Battlefield 4 wydanej w 2013 roku.

## Gry wykorzystujące silnik Frostbite
| Tytuł                                   | Data wydania         | Wersja silnika | Platforma                                                                            |
| --------------------------------------- | -------------------- | -------------- | ------------------------------------------------------------------------------------ |
| Battlefield: Bad Company                | 23 czerwca 2008      | 1.0            | Xbox 360, PlayStation 3                                                              |
| Battlefield 1943                        | 8 lipca 2009         | 1.5            | Xbox 360, PlayStation 3                                                              |
| Battlefield: Bad Company 2              | 2 marca 2010         | 1.5            | Xbox 360, PlayStation 3, Microsoft Windows                                           |
| Medal of Honor (tryb gry wieloosobowej) | 12 października 2010 | 1.5            | Xbox 360, PlayStation 3, Microsoft Windows                                           |
| Battlefield: Bad Company 2: Vietnam     | 18 grudnia 2010      | 1.5            | Xbox 360, PlayStation 3, Microsoft Windows                                           |
| Battlefield 3                           | 25 października 2011 | 2              | Xbox 360, PlayStation 3, Microsoft Windows                                           |
| Need for Speed: The Run                 | 15 listopada 2011    | 2              | Xbox 360, PlayStation 3, Microsoft Windows, Nintendo Wii, Nintendo 3DS               |
| Medal of Honor: Warfighter              | 23 października 2012 | 2              | Xbox 360, PlayStation 3, Microsoft Windows                                           |
| Army of Two: The Devil’s Cartel         | 2013                 | 2              | Xbox 360, PlayStation 3                                                              |
| Command & Conquer                       | 2013                 | 2              | Microsoft Windows                                                                    |
| Battlefield 4                           | 29 października 2013 | 3              | Microsoft Windows, Xbox 360, PlayStation 3, PlayStation 4, Xbox One                  |
| Need for Speed: Rivals                  | 19 listopada 2013    | 3              | Microsoft Windows, Xbox 360, PlayStation 3, PlayStation 4, Xbox One                  |
| Plants vs. Zombies: Garden Warfare      | 24 czerwca 2014      | 3              | Microsoft Windows, Xbox 360, PlayStation 3, PlayStation 4, Xbox One, Android, iOS    |
| Dragon Age: Inkwizycja                  | 18 listopada 2014    | 3              | Microsoft Windows, Xbox 360, PlayStation 3, PlayStation 4, Xbox One                  |
| Battlefield Hardline                    | 17 marca 2015        | 3              | Microsoft Windows, Xbox 360, PlayStation 3, PlayStation 4, Xbox One                  |
| Rory McIlroy PGA Tour                   | 14 lipca 2015        | 3              | PlayStation 4, Xbox One                                                              |
| Need for Speed                          | 5 listopada 2015     | 3              | Microsoft Windows, PlayStation 4, Xbox One                                           |
| Star Wars: Battlefront                  | 17 listopada 2015    | 3              | Microsoft Windows, PlayStation 4, Xbox One                                           |
| Plants vs. Zombies: Garden Warfare 2    | 23 lutego 2016       | 3              | Microsoft Windows, PlayStation 4, Xbox One                                           |
| Mirror’s Edge Catalyst                  | 7 czerwca 2016       | 3              | Microsoft Windows, PlayStation 4, Xbox One                                           |
| FIFA 17                                 | 29 września 2016     | 3              | Xbox 360, Xbox One, PlayStation 3, PlayStation 4, Microsoft Windows                  |
| Battlefield 1                           | 21 października 2016 | 3              | Microsoft Windows, PlayStation 4, Xbox One                                           |
| Mass Effect: Andromeda                  | 21 marca 2017        | 3              | Microsoft Windows, PlayStation 4, Xbox One                                           |
| Madden NFL 18                           | 22 sierpnia 2017     | 3              | PlayStation 4, Xbox One                                                              |
| FIFA 18                                 | 29 września 2017     | 3              | Xbox 360, Xbox One, PlayStation 3, PlayStation 4, Nintendo Switch, Microsoft Windows |
| Need for Speed Payback                  | 10 listopada 2017    | 3              | Microsoft Windows, PlayStation 4, Xbox One                                           |
| Star Wars: Battlefront II               | 17 listopada 2017    | 3              | Microsoft Windows, PlayStation 4, Xbox One                                           |
| Madden NFL 19                           | 10 sierpnia 2018     | 3              | Microsoft Windows, PlayStation 4, Xbox One                                           |
| FIFA 19                                 | 28 września 2018     | 3              | Xbox 360, Xbox One, PlayStation 3, PlayStation 4, Nintendo Switch, Microsoft Windows |
| Battlefield V                           | 20 listopada 2018    | 3              | Microsoft Windows, PlayStation 4, Xbox One                                           |
| Anthem                                  | 22 lutego 2019       | 3              | Microsoft Windows, PlayStation 4, Xbox One                                           |
| Battlefield 2042                        | 19 listopada 2021    | 3              | Microsoft Windows, PlayStation 4, PlayStation 5, Xbox One, Xbox Series X i Series S  |
| Dead Space                              | 27 stycznia 2023     | 3              | Microsoft Windows, PlayStation 5, Xbox Series X i Series S                           |